# Dendrocerus katmandu
Dendrocerus katmandu är en stekelart som beskrevs av Paul Dessart 1999. Dendrocerus katmandu ingår i släktet Dendrocerus och familjen trefåresteklar. Inga underarter finns listade i Catalogue of Life.